# Свети Димитър (Лажец)
Вижте пояснителната страница за други значения на Свети Димитър.
„Свети Димитър“ или „Свети Димитрий“ (на македонска литературна норма: „Свети Димитар“, „Свети Димитриј“) е възрожденска православна църква в битолското село Лажец, Република Македония. Църквата е част от Бистришката парохия на Преспанско-Пелагонийската епархия на Македонската православна църква.
Църквата е гробищен храм, изграден на километър североизточно от селото. Според надписа над входа е издигнат в 1861 година и обновен в 1996 година. Представлява голяма трикорабна базилика със затворен трем на западната и на южната страна с общ покрив. Над западната част има камбанария.
По време на Първата световна война в двора на църквата е погребан подпоручик Фердинанд Доротоев (Доротеев) Попов, загинал на 6 октомври 1916 година в село Ръмби.